# راؤول باينا
راؤول باينا (بالإسبانية: José Raúl Baena Urdiales)‏ (مواليد 2 مارس 1989 في طرش - إسبانيا) لاعب كرة قدم إسباني يلعب حاليا لصالح نادي الدرجة الأولى إسبانيول الإسباني منذ 2007 في مركز الجناح الأيمن كما يجيد اللعب في مركز الوسط المهاجم .

## روابط خارجية
- راؤول باينا على موقع قاعدة بيانات كرة القدم.إي يو (الإنجليزية)
- راؤول باينا على موقع Soccerbase.com (لاعب) (الإنجليزية)
- راؤول باينا على موقع Soccerway.com (الإنجليزية)
- راؤول باينا على موقع عالم كرة القدم.نت (الإنجليزية)
- راؤول باينا على موقع AS.com (الإسبانية)